# Campionato italiano di hockey su ghiaccio 2019-2020
Il Campionato italiano di hockey su ghiaccio 2019-2020 è stata l'86ª edizione dei tornei nazionali italiani di hockey su ghiaccio. Tale edizione fu interessata, nel mese di marzo, dapprima dalla sospensione e infine dalla cancellazione di tutti i tornei a causa della Pandemia di COVID-19 del 2020 in Italia, che obbligherà a sospendere pressoché tutte le discipline sportive in programma a livello internazionale. Di fatto, gli unici titoli ad essere assegnati saranno lo scudetto e la Coppa Italia, assegnati nel mese di gennaio. La Alps Hockey League, l'Italian Hockey League e l'Italian Hockey League - Division I sono state cancellate senza assegnare i rispettivi titoli.

## Struttura
I tornei sono strutturati nei seguenti livelli:
| Livello | Denominazione campionato                           | Partecipanti                                        | Partecipanti                                        |
| ------- | -------------------------------------------------- | --------------------------------------------------- | --------------------------------------------------- |
| 1º      | Italian Hockey League - Serie A Alps Hockey League | 7 18 (7 squadre italiane, 9 austriache e 2 slovene) | 7 18 (7 squadre italiane, 9 austriache e 2 slovene) |
| 2º      | Italian Hockey League                              | 11                                                  | 11                                                  |
| 3º      | Italian Hockey League - Division I                 | 5 (Girone Ovest)                                    | 6 (Girone Est)                                      |

## Italian Hockey League - Serie A / AHL
Le sette squadre italiane partecipanti alla AHL si giocano anche il titolo italiano. Come nella stagione precedente, tutti gli incontri tra squadre italiane durante la regular season concorrono a formare una classifica, ed al termine le squadre classificate ai primi quattro posti si giocheranno le semifinali e la finale.
Lo scudetto è stato vinto dall'Asiago, al sesto titolo. Il titolo di campione della Alps Hockey League non è stato invece assegnato: i play-off sono stati cancellati a seguito dell'impossibilità di portarli a termine a causa misure restrittive imposte dai governi per contenere la pandemia di COVID-19.

## Italian Hockey League
Il numero di iscritti alla IHL salì a 11. Il Como, arrivato ultimo e retrocesso nella precedente stagione, fece infatti richiesta alla FISG di mantenere la seconda serie. La federazione accettò la proposta, avendo l'obiettivo di raggiungere le 12 squadre iscritte alla IHL.
L'altra nuova iscritta è l'Hockey Unterland Cavaliers, nato dalla fusione fra Ora, di cui prese il posto in IHL, ed Egna.
Il titolo non è stato assegnato: i play-off sono stati infatti cancellati in seguito alle misure restrittive imposte dal governo italiano per contenere la pandemia di COVID-19.

## Italian Hockey League - Division I
Le squadre iscritte al campionato avrebbero dovuto essere dodici: nove confermate dalla stagione precedente (Val Venosta, HCB Foxes Academy, HC Dobbiaco, HC Pinè, HC Pieve di Cadore, HC Feltreghiaccio, HC Chiavenna, Real Torino HC e HC Aosta Gladiators) e tre nuove iscritte (Hockey Milano Rossoblu, autoretrocessasi dalla Alps Hockey League, HC Valpellice Bulldogs e SSD Icelab). L'Icelab di Bergamo non perfezionò tuttavia l'iscrizione, lasciando il torneo ad undici squadre, cinque le girone Ovest e sei nel girone Est.
Il titolo non è stato assegnato: i play-off sono stati infatti cancellati in seguito alle misure restrittive imposte dal governo italiano per contenere la pandemia di COVID-19.

## Coppa Italia
La final four di Coppa Italia 2019-2020 si è giocata sabato 18 e domenica 19 gennaio alla MeranArena. 
Terminata la prima fase della stagione regolare di IHL, a qualificarsi alle final four sono state (in ordine di classifica) HC Merano, HC Varese, Hockey Pergine Sapiens e HC ValpEagle; in semifinale, la 1ª classificata ha sfidato la 4ª, mentre la 2ª la 3ª.
La Coppa Italia è stata vinta dal Merano, che si è aggiudicato il diritto di giocare la successiva Supercoppa italiana contro la vincente dell'Italian Hockey League - Serie A.

## Supercoppa italiana
| Arbitri: | Andrea Moschen Omar Piniè |

| |           |                                                      |
| Obuchowski (M. Spinell, Tudin) 1:29 Quinz (Tudin) 4:26 Gazzola (S. Kostner, Lane) 12:37 Pechlaner (M. Spinell) 25:08 Tudin (T. Spinell, Marzolini) 29:20 Frei (S. Kostner, Lane) 47:50 T. Spinell (Tudin) 49:23 | Marcatori | 37:51 R. Felderer 42:35 M. Felderer (Wieser, Maffia) |